# Politique en Biélorussie
La Biélorussie est une république semi-présidentielle, où le président est le chef de l’État et le premier ministre le chef du gouvernement. Le pouvoir exécutif est exercé par le gouvernement tandis que le pouvoir législatif est détenu par le parlement.
La déclaration d’indépendance de la Biélorussie, le 27 juillet 1990, ne fut pas l’aboutissement de profondes aspirations politiques, mais une réaction à des événements précipités, en particulier la déclaration d’indépendance de l’Ukraine, qui fut l’un des signes annonciateurs de la chute de l’URSS.
Après la création de la république le 25 août 1991, Stanislaw Chouchkievitch fut désigné pour être le premier leader biélorusse et resta en fonction jusqu’en 1994. Il s’efforça de détacher le pays de son passé soviétique et porta son attention sur le bloc occidental. Son successeur, Alexandre Loukachenko, prit le parti inverse et se rapprocha de la Russie. Toujours en exercice en 2024, depuis 30 ans, son régime est qualifié d’autoritaire, voire de dictature, par les États occidentaux.

## Pouvoir exécutif
| Fonction                   | Nom                   | Parti | Depuis          |
| -------------------------- | --------------------- | ----- | --------------- |
| Président de la République | Alexandre Loukachenko |       | 20 juillet 1994 |
| Premier ministre           | Alexandre Tourtchine  |       | 10 mars 2025    |

Le président de la République est élu au suffrage populaire pour un mandat de cinq ans. Selon la Constitution de 1994, le nombre de mandats consécutifs était limité à deux, mais cette limite a été supprimée.
La Biélorussie est le seul pays européen à exécuter des condamnés (cf. l'article « peine de mort en Biélorussie »). Le président Loukachenko soutient qu'elle sera abolie quand les États-Unis l'aboliront.

## Pouvoir législatif
L’Assemblée nationale est composée de deux chambres : le Conseil de la république et la Chambre des représentants. Le Conseil de la république compte 64 membres, dont 56 élus par les conseils régionaux et 8 nommés par le président pour un mandat de quatre ans. La Chambre des représentants compte 110 membres élus au suffrage populaire pour un mandat de quatre ans.

## Partis politiques et élections
L'élection présidentielle du 19 mars 2006 voit la réélection de Loukachenko mais son déroulement est contesté par le Conseil de l'Europe et par l'OSCE tandis que la CEI qualifie le scrutin de transparent et d'ouvert. Le 30 mars, l'OTAN décide de réévaluer son partenariat avec la Biélorussie. Le 16 mai, les États-Unis interdisent unilatéralement à Loukachenko et un certain nombre d'officiels biélorusses de visiter les États-Unis. Avant les élections législatives de septembre 2008 l'Union européenne a levé ses sanctions interdisant à Alexandre Loukachenko de voyager et Monsieur Loukachenko a déclaré qu'il regardera le comportement de l'Union européenne et que l'Union doit comprendre que la Biélorussie est le centre de l'Europe mais également un pays dont la Russie a besoin.

### Partis politiques soutenant le Président
- Parti communiste de Biélorussie
- Parti agrarien de Biélorussie
- Parti libéral-démocrate de Biélorussie

### Principaux partis d'opposition
- Front populaire biélorusse
- Parti des communistes de Biélorussie
- Parti civil uni de Biélorussie
- Parti travailliste biélorusse
- Parti social-démocrate du Bélarus (Assemblée du peuple)
- Assemblée sociale-démocrate biélorusse

## Pouvoir judiciaire
- Cour suprême de Biélorussie